# USS Bradford (DD-545)
Thyella (D-22) à partir de 1962
Pour les articles homonymes, voir Bradford.
L'USS Bradford (DD-545) est un destroyer de la classe Fletcher en service dans la Marine des États-Unis (US Navy) pendant la Seconde Guerre mondiale. Il a été nommé en l'honneur de Gamaliel Bradford (1768–1824), un corsaire pendant la quasi-guerre avec la France..

## Construction
Sa quille est posée le 28 avril 1942 au chantier naval Union Iron Works (Bethlehem Shipbuilding Corporation) de San Pedro, dans l'état du état de Californie. Il est lancé le 12 décembre 1942; parrainé par Mme Sarah Bradford Rose, arrière-arrière-petite-fille du capitaine Bradford, et mis en service le 12 juin 1943.

## Historique

### Service dans la marine américaine

#### Seconde Guerre mondiale
Le Bradford est parti pour Pearl Harbor le 18 août 1943. Le 25 août, moins de 24 heures après son arrivée à Pearl Harbor, il fait route vers l'île Baker pour participer à sa capture et à son occupation (1er septembre). Par la suite, le Bradford a rejoint les forces de frappe des porte-avions pour participer au raid de Tarawa (18 septembre) et au raid de l'île Wake (5-6 octobre).
Il opère en tant qu'unité d'inspection au sein du Task Group 52.3 (TG 52.3), couvrant l'occupation des îles Gilbert (13 novembre - 8 décembre). Après cette opération, il se rend à Espiritu Santo, aux Nouvelles-Hébrides, et est affecté au Task Group 37.2 (TG 37.2). Avec ce groupe, le Bradford participe à trois attaques (25 décembre 1943, 1er et 4 janvier 1944) contre les navires et les installations portuaires de Kavieng, en Nouvelle-Irlande, pendant les opérations de l'archipel Bismarck. Entre le 29 janvier et le 8 février, il prend part à l'occupation des atolls de Kwajalein et de Majuro, au cours de la campagne )des îles Marshall.
Dans les mois qui suivent, le Bradford participe à l'attaque de Truk (17-18 février), au cours de laquelle il touche un croiseur et un destroyer ennemis à l'aide de torpilles et de canons de 5 pouces, et aux raids des Mariannes (21-22 février). Il soutient ensuite:
- l'occupation de la Nouvelle-Guinée au sein de la Fast Carrier Task Force (alors Task Force (TF 58)) (21 avril - 1er juin) ;
- l'invasion de Saipan (11-24 juin) ;
- 1er raid de Bonin (15-16 juin),
- Bataille de la mer des Philippines (19-20 juin),
- 2e raid de Bonin (24 juin) ;
- 3e raid de Bonin (3-4 juillet) ;
- assaut sur Guam (12 juillet - 15 août) ;
- raid Palaos-Yap-Ulithi (25-27 juillet) ;
- et 4e raid de Bonin (4-5 août).

En septembre, il retourne aux États-Unis pour une révision complète.
Le Bradford fait route vers Pearl Harbor en décembre 1944 et, après avoir suivi un entraînement en tant que navire d'appui-feu, participe à l'assaut sur Iwo Jima (19-27 février 1945). Lors de l'opération d'Okinawa (24 mars - 25 juillet), il a soutenu les opérations de débarquement et d'occupation en tant qu'unité d'inspection du TG 52.1 et en tant que navire de surveillance radar. Du 25 juillet au 10 août, il participe aux opérations de la 3e Flotte (3rd Fleet) contre le Japon. Il sert de navire d'appui-feu et de directeur de chasse pour les opérations de dragage de mines dans la zone de la mer de Chine orientale et de Ryūkyū (10-25 août). Après un certain nombre de missions de transport en Extrême-Orient, le Bradford part pour San Diego le 31 octobre 1945 où il est mis hors service en réserve le 11 juillet 1946.

#### 1950-1961
Le Bradford est remis en service le 27 octobre 1950 et rejoint la Flotte du Pacifique (Pacific fleet).

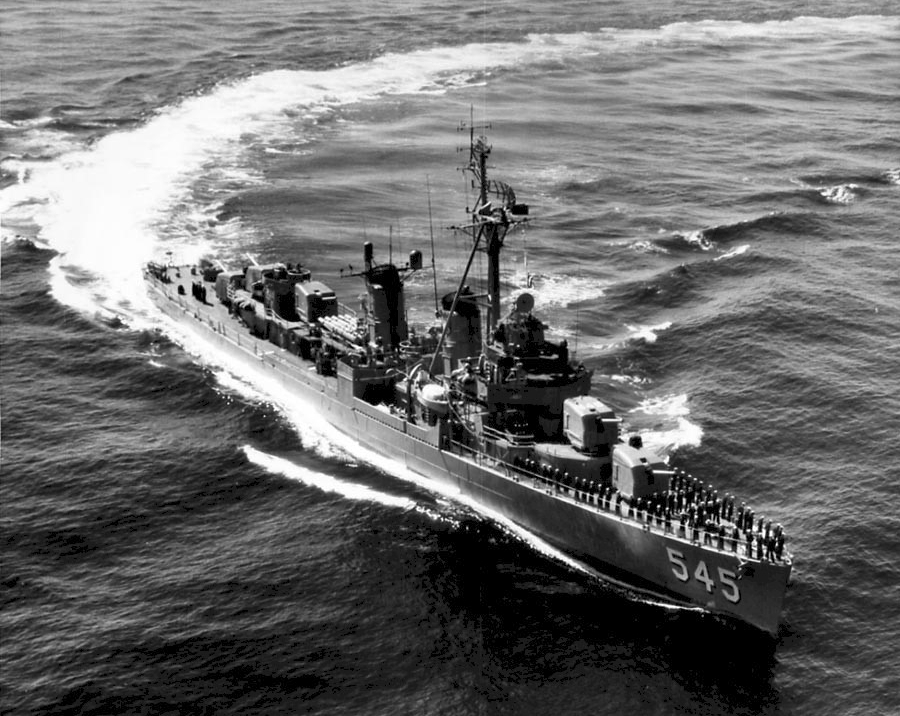
Le Bradford en 1961.

Entre le 29 janvier 1951 et le 2 novembre 1953, il effectue trois missions en Extrême-Orient (29 janvier-août 1951, 22 mars-novembre 1952 et mai-novembre 1953) au cours desquelles il agit en tant qu'unité de la Task Force 77 (TF 77) et de la Task Force 95 (TF 95) en mission au large de la Corée. Pendant cette période, il a participé à des bombardements côtiers et à des patrouilles pour soutenir les forces terrestres des Nations unies.
Il effectue trois autres croisières en Extrême-Orient. Entre ces croisières, il a opéré à partir de San Diego en menant de nombreux exercices d'entraînement individuel et de type.
Le Bradford est déclassé le 28 septembre 1961.

### Service dans la marine grecque
Pour les autres navires du même nom, voir Thyella.
Le navire a été transféré en Grèce le 27 septembre 1962. Il a servi dans la marine grecque sous le nom de Thyella (D28).
En 1981, il a été radié et mis au rebut.

## Décorations
Le Bradford a reçu la Navy Unit Commendation pour ses services en tant que navire de surveillance radar pendant l'opération d'Okinawa. Il a reçu également 12 battle stars (étoiles de combat) pour son service pendant la Seconde Guerre mondiale et 6 battle stars pendant la guerre de Corée.